# Приказ счётный
Приказ счётный или Приказ счётных дел — один из приказов в Русском царстве, упоминается с 1654 г. В нём заседали два дьяка. Задачей его был контроль сумм, которые поступали в приход и расход по разным учреждениям. В счётный приказ шли сборы, не поступившие в казну в том году, в котором должны были поступить, а также все остатки неизрасходованных разными учреждениями сумм. С 1657 по 1667 год приказ этот назывался приказом столовых и счётных дел и состоял из двух отделений, причём отделение столовых дел занималось поверкой счетоводства по содержанию царского стола. При Петре Великом
1. ↑  Кошихин Г.К. О России в царствование Алексея Михайловича. — Изд. 1-е. — СПб.: тип. Эдуарда Праца, 1840. — С. 92.